# Kurt Schinkel
Kurt Schinkel (* 26. Dezember 1920; † 1979) war ein deutscher Fußballspieler.

## Werdegang
Kurt Schinkel begann seine Karriere beim SV Arminia Hannover und wechselte 1947 zum 1. SC Göttingen 05. Mit den Göttingern schaffte er ein Jahr später den Aufstieg in die seinerzeit erstklassige Oberliga Nord. Nach einem kurzen Intermezzo bei Minden 05 wechselte Schinkel 1950 zum Ligarivalen SV Arminia Hannover. Ein Jahr später verließ er Hannover mit unbekanntem Ziel. Kurt Schinkel absolvierte 70 Oberligaspiele und erzielte dabei 13 Tore. Später wirkte er noch für Minden 05 und den SV Ennigloh 09 aus Bünde als Trainer. Kurt Schinkel verstarb 1979 an einem Tumor.